# Урды (приток Гунделена)
Урды — река в России, протекает в Эльбрусском районе Кабардино-Балкарской Республики. Длина реки составляет 18 км, площадь водосборного бассейна 108 км².
Начинается на северном склоне горы Науджидза, между ней и горой Инал. От истока течёт на северо-восток вдоль хребта Инал. Долина реки поросла берёзовым лесом. Сливаясь с Тызылом, образует реку Гунделен на высоте 1011,2 метра над уровнем моря.
Основные притоки — Большой Касай (пр), Иналкол (лв), Гитчеиткол (пр).

## Данные водного реестра
По данным государственного водного реестра России относится к Западно-Каспийскому бассейновому округу, водохозяйственный участок реки — Баксан, без реки Черек. Речной бассейн реки — реки бассейна Каспийского моря междуречья Терека и Волги.
Код объекта в государственном водном реестре — 07020000712108200004710.